# Apeadeiro de Vale de Açor
O Apeadeiro de Vale de Açor foi uma gare do Ramal da Lousã, que servia a localidade de Vale de Açor, no Distrito de Coimbra, em Portugal.

## História

### Abertura ao serviço
Este apeadeiro inseria-se no troço entre Coimbra e Lousã do Ramal da Lousã, que abriu à exploração no dia 16 de Dezembro de 1906, pela Companhia Real dos Caminhos de Ferro Portugueses.
O apeadeiro de Vale de Açor não consta no mapa oficial de 1985 nem de fontes anteriores (e.g., 1913 e 1936), mas figura no de 2001.

### Século XXI
Em Fevereiro de 2009, a circulação no Ramal da Lousã foi temporariamente suspensa para a realização de obras, tendo os serviços sido substituídos por autocarros.

No dia 4 de Janeiro de 2010, o troço entre o Apeadeiro de Coimbra-Parque e a Estação de Miranda do Corvo foi encerrado para a reconversão do sistema ferroviário num metro de superfície, tendo sido criado um serviço rodoviário de substituição. Já em 2007, o projeto apresentado para o Metro Mondego (entretanto nunca construído) preconizava a inclusão de Vale de Açor como uma das 14 interfaces do Ramal da Lousã a manter como estação/paragem do novo sistema.